# Trematopygodes similator
Trematopygodes similator là một loài tò vò trong họ Ichneumonidae.